# Cantón de Saissac
El cantón de Saissac era una división administrativa francesa, que estaba situada en el departamento de Aude y la región de Languedoc-Rosellón.

## Composición
El cantón estaba formado por ocho comunas:
- Brousses-et-Villaret
- Cuxac-Cabardès
- Fontiers-Cabardès
- Fraisse-Cabardès
- Lacombe
- Laprade
- Saint-Denis
- Saissac

## Supresión del cantón de Saissac
En aplicación del Decreto n.º 2014-204 de 21 de febrero de 2014, el cantón de Saissac fue suprimido el 22 de marzo de 2015 y sus 8 comunas pasaron a formar parte del nuevo cantón de La Malpère en la Montaña Negra (de marzo de 2015 a enero de 2016 llamado Cantón de Montréal (Aude)).